# نیدرالبن
نیدرالبن (به آلمانی: Niederalben) یک شهر در آلمان است که در Altenglan واقع شده‌است. نیدرالبن ۳۴۹ نفر جمعیت دارد.